# Traje a la francesa

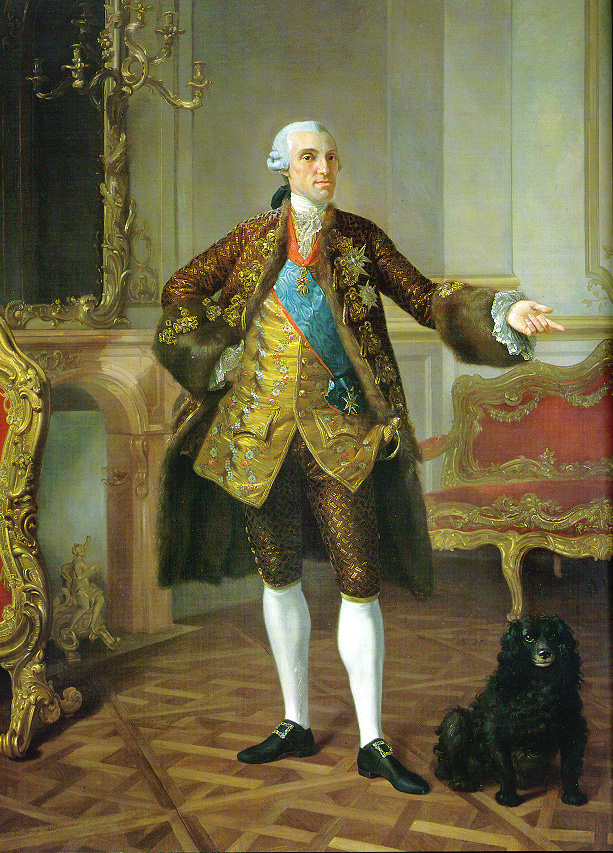
Retrato de Felipe de Borbón y Farnesio, infante de España y duque de Parma hacia 1765. Aparece vestido a la francesa, con casaca larga hasta las rodillas y abierta que deja ver la chupa. Los calzones, en el mismo tejido que la casaca, bajan ajustados hasta debajo de la rodilla, mientras que la chupa se diferencia bastante en la textura y los adornos de la casaca.

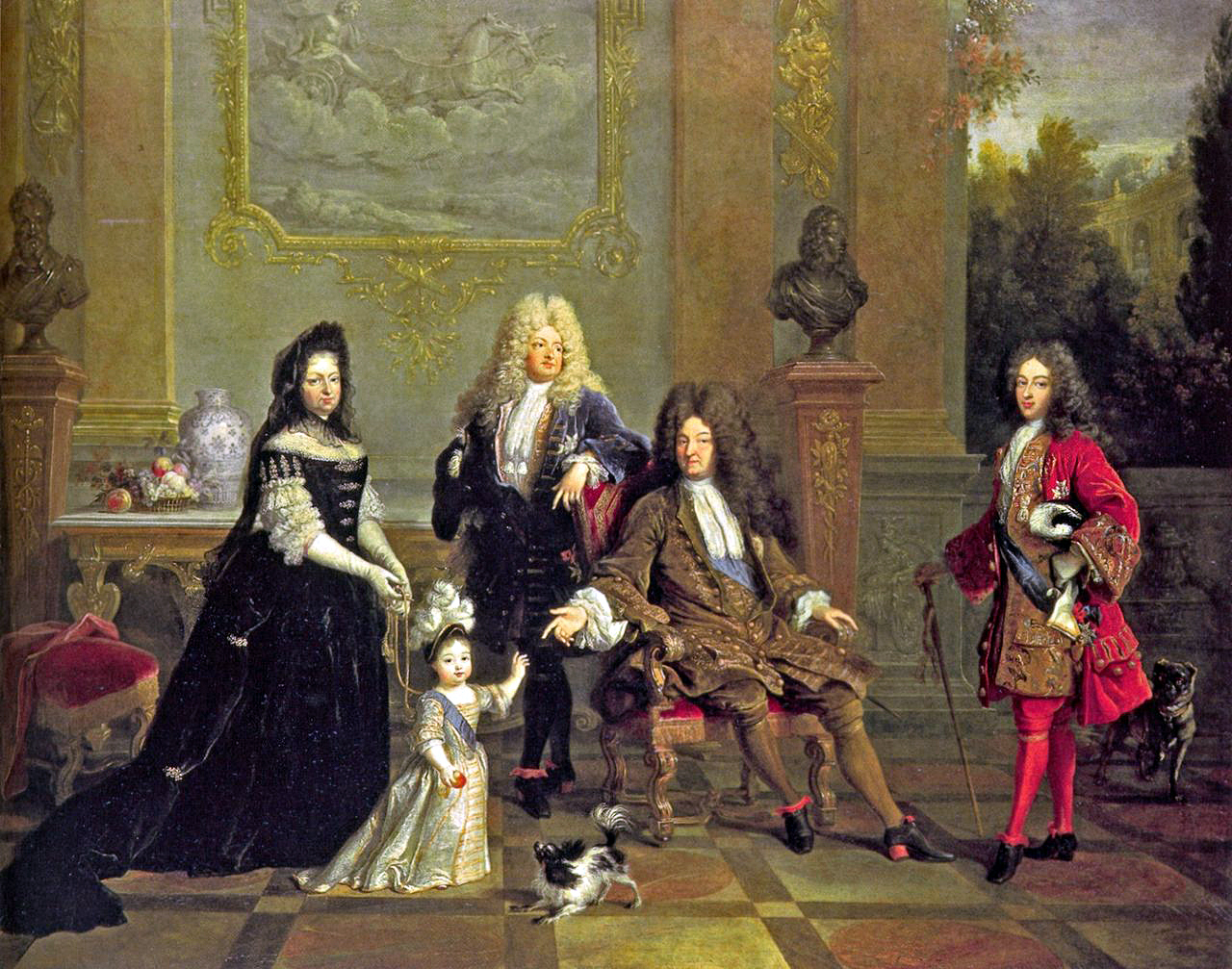
Retrato del rey Luis XIV de Francia con su familia, hacia 1710. Muestra a todos los varones de la familia real con el traje a la francesa, en una versión más antigua que la imagen anterior del infante Felipe de España. Visten levita lisa con grandes puños, chupa larga, calzones anchos casi tapado por la chupa y medias que suben por encima de aquellos.

El denominado traje "a la francesa" fue la indumentaria masculina imperante en Europa desde finales del siglo  XVII y que abarcó gran parte del  XVIII. El traje básicamente estaba compuesto por la casaca, en el exterior, y la chupa y el calzón por debajo de aquella.

## Descripción
Como ropa interior, se vestía directamente la camisa, con cuello y manga larga sobre el cuerpo. Por encima de esta, se podía usar una camisola sin cuello, abierta sobre el pecho y decorada con chorrera o guirindola. Para la parte inferior se utilizaban los calzoncillos. Ambas prendas solían ser de lino, de distinta calidad según la clase social. Sobre la pierna se lucían medias que quedaban al aire. Podían ser de seda, lana o algodón.
Por encima de la ropa interior, se ponían las tres piezas que formaban el traje, chupa, calzón y como prenda exterior la casaca. La chupa era una chaqueta larga que llegaba casi hasta la rodilla, sin dejar ver los calzones, estaba abierta por delante aunque se cerraba con botones, dejando los superiores libres para que se viera la guirindola. Inicialmente se usaba el mismo tejido para chupa y casaca y tenía mangas largas, pero a lo largo del siglo XVIII las mangas se hicieron de tela más fina y finalmente desaparecieron dando lugar a la prenda que hoy se conoce como chaleco.
Los calzones se usaban por encima del calzoncillo y llegaban desde la cintura hasta debajo de las rodillas. Inicialmente era amplios y la media quedaba por encima de la parte inferior del calzón, llegando hasta encima de la rodilla, pero posteriormente a partir de 1735 aproximadamente, el calzón empezó a quedar por encima de la media.
La casaca constituía la pieza exterior. Era una chaqueta algo más larga que la chupa y con cuello a la caja. Era abierta y quedaba abrochada con botones. Su parte inferior tenía tres aberturas que permitían montar a caballo con comodidad. Los faldones a la altura de las caderas formaban pliegues en forma de abanico. En un principio la casaca iba completamente abrochada y no dejaba ver la chupa, posteriormente la prenda se ciñó más al cuerpo. Las mangas eran anchas y llegaban por debajo del codo, desde donde se hacían visibles los puños de las camisas. Todavía en el siglo XVII las mangas se prolongaron hasta el puño. En un primer momento estos puños eran enormemente anchos y con el avance del siglo XVIII, se fueron reduciendo y dejaban ver la camisa, que solían hacer juego con el encaje de la pechera.  
Este traje solía ir acompañado de peluca y sombrero tricornio de tres picos, con ala ancha. Como complemento se usaba una gran corbata, un trozo de tela fina, con encajes, floja sobre el cuello. Pronto fue sustituida por el corbatín, una tira de tela fina plegada horizontalmente que se ponía tapando el cuello de la camisa y se abrochaba por detrás con una hebilla. Como calzado, se utilizaban zapatos cerrados, con un poco de tacón.
Este traje constituye un claro antecedente del traje masculino del siglo XX y XXI, compuesto de forma paralela por la chaqueta, el chaleco y el pantalón.

## Historia
A mediados del siglo XVII, la hegemonía política y cultural francesa se impuso en toda Europa, lo que se manifestó entre otros aspectos en la extensión de la moda imperante en Francia. La corte de Versalles del rey Luis XIV se convirtió en el punto de referencia de la indumentaria europea. Desde allí se extendió al resto del continente y fue el modelo dominante en la moda masculina a lo largo del siglo XVIII. El rey francés adoptó alrededor de 1670 la casaca (justaucorps) y la cravete (corbata), que tenían un origen militar, como indumentaria civil. A estas prendas se unieron la chupa (veste) y el calzón (culotte) para formar el traje que imperaría en Europa durante mucho tiempo. El término veste se introdujo en el diccionario de la Academia Francesa en 1694, aunque ya existe constancia de esta prenda en 1666 en Inglaterra.
Hacia 1760, se empezaron a notar los síntomas de cambio en la moda masculina imperante y la progresiva decadencia del denominado estilo Corte francés y su sustitución por el denominado "traje de campo" inglés, de naturaleza más simple. A partir de 1789, con la llegada de la Revolución Francesa el cambio en la indumentaria se hizo más acelerado y radical.

### España
El traje a la francesa se introdujo en España progresivamente durante el reinado de Carlos II y María Luisa de Orleans, (sobrina de Luis XIV). De esta forma, los términos culotte, veste y justaucorps tomaron sus acepciones en castellano (calzón, chupa y casaca). Fue con la llegada de la dinastía borbónica con el rey Felipe V, cuando se generalizó esta forma de vestir, aunque todavía durante su reinado se mantuvo todavía la indumentaria española, símbolo de unidad nacional, para los actos oficiales. Finalmente la moda francesa se impuso en España, al igual que en las restantes cortes europeas. En España, perduró esta vestimenta durante todo el siglo XVIII e incluso se siguió utilizando en los principios del XIX como traje de corte. Su utilización se extendió a todas las clases sociales, salvo las más populares.